# Möldri (Vastseliina)
Möldri – wieś w Estonii, w prowincji Võru, w gminie Vastseliina.